# Sussidowytschi
Sussidowytschi (ukrainisch Сусідовичі; russisch Соседовичи Sossedowitschi, polnisch Sąsiadowice) ist ein Dorf in der westukrainischen Oblast Lwiw mit etwa 1300 Einwohnern.

## Geografische Lage
Die Ortschaft liegt auf einer Höhe von 310 m am Ufer des Strywihor, einem 94 km langen, linken Nebenfluss des Dnister, 13 km nordwestlich vom Rajonzentrum Sambir und 88 km südwestlich vom Oblastzentrum Lwiw.
Sussidowytschi ist das administrative Zentrum der gleichnamigen, 47,8 km² großen Landratsgemeinde im Rajon Staryj Sambir, zu der noch das Dorf Nadyby (Надиби, ⊙) mit etwa 1100 Einwohnern gehört.
Am 12. Juni 2020 wurde die Landratsgemeinde aufgelöst und der Landgemeinde Biskowytschi unterstellt.

## Geschichte
Im Jahre 1374 teilte Wladislaus II. von Oppeln, der Statthalter in der „Rus“, 9 Dörfer, darunter Sussidowytschi, im Przemyśler Land den Brüdern Herbord und Frydrusz zu. Die Brüder stammten aus Füllstein in Mähren und waren die Ahnherren der Adelsfamilie Herburt, ausgestorben in der 1. Hälfte des 17. Jahrhunderts.  Im 15. Jahrhundert wurde eine römisch-katholische Pfarrei mit Holzkirche erwähnt, die im Jahr 1600 von einer anderen Kirche ersetzt wurde, aber 1624 von Tataren zerstört wurde. In der ersten Hälfte wurde sie durch die Kirche bei dem neuen Karmelitenkloster wieder ersetzt.
Bei der Ersten Teilung Polens kam die Stadt 1772 zum neuen Königreich Galizien und Lodomerien des habsburgischen Kaiserreichs (ab 1804).
Nach der Aufhebung der Patrimonialherrschaften bildete es eine Gemeinde im Bezirk Sambor.
Im Jahre 1900 hatte die Gemeinde Sąsiadowice eine Fläche von 1159 Hektar, 358 Häuser mit 2044 Einwohnern, davon waren 1997 polnischsprachig, 47 ruthenischsprachig, 1949 römisch-katholisch, 52 griechisch-katholisch und 43 Juden.
1919, nach dem Zusammenbruch der k.u.k. Monarchie und dem Ende des Polnisch-Ukrainischen Kriegs, kam Sąsiadowice zu Polen. In der Zwischenkriegszeit war es eine polnische Sprachinsel. Im Jahre 1938 umfasste die örtliche römisch-katholische Pfarrei im Dekanat Sambor im Bistum Przemyśl 2427 Gemeindemitglieder, davon 2364 in Sąsiadowice und einige Dutzend in 5 benachbarten Dörfern.
Im Zweiten Weltkrieg gehörte es zuerst zur Sowjetunion und ab 1941 zum Generalgouvernement, ab 1945 wieder zur Sowjetunion, heute zur Ukraine. Die meisten Polen verließen den Ort nach 1945 und siedelten sich in Niederschlesien und in der Nähe von Szczecin an, die gebliebene Gesellschaft von um 100 Familien ist die größte polnische in der Umgebung von Sambir. Aus Polen wurden dort u. a. Lemken aus den Niederen Beskiden angesiedelt. Das Kloster wurde nach 1958 ruiniert, aber wurde 1989 an die Römisch-Katholiken zurückgegeben, 1995 wurde es restauriert und die Kirche ist wieder ein Sitz einer römisch-katholischen Pfarrei.

## Sehenswürdigkeiten

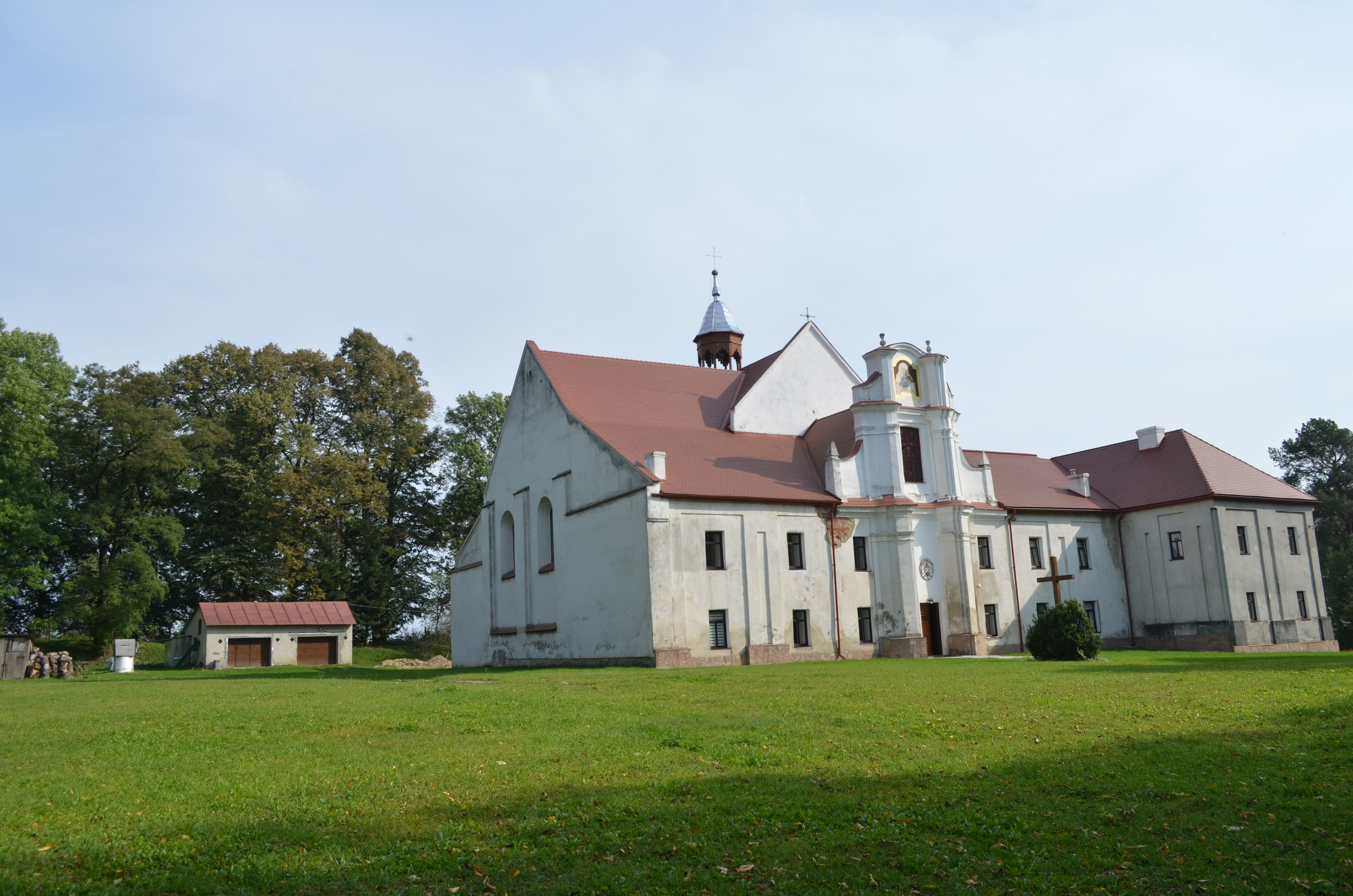
Ehem. Kloster

- Ehemaliges Karmelitenkloster